# Aníbal Pinto
Aníbal Pinto Garmendia (Santiago del Cile, 15 marzo 1825 – Valparaíso, 9 giugno 1884) è stato un politico liberale cileno.
Figlio dell'ex presidente Francisco Antonio Pinto Díaz e cognato dell'ex presidente Manuel Bulnes Prieto, fu presidente del Cile dal 18 settembre 1876 al 18 settembre 1881.
Benché colto, non conseguì alcuna laurea: fu per cinque anni membro della legazione presso la Santa Sede (1845-1850), poi intraprese la carriera politica venendo eletto più volte deputato e senatore. Intendente di Concepción per dieci anni (1861-1871), fu nominato ministro di Guerra e Marina (1871-1876) dal presidente Federico Errázuriz Zañartu.
Eletto presidente dopo aver superato una competizione accanita all'interno del partito liberale, proseguì la politica di laicizzazione intrapresa dal suo predecessore. Affrontò e risolse la crisi economica causata da alcune alluvioni (1876), un terremoto nel nord del paese (1877) e la crisi finanziaria per l'emissione di carta moneta (1878). Durante il suo mandato scoppiò la Guerra del Pacifico (1879-1884) contro il Perù e la Bolivia per il possesso dei giacimenti di salnitro del Deserto di Atacama: dopo iniziali successi dei nemici, ritenuti più forti, le forze armate cilene presero il sopravvento (ottobre 1879), giungendo ad occupare la capitale peruviana Lima e il suo porto di El Callao (1881). Nel 1881 Pinto firmò con l'Argentina un trattato che spartiva la Terra del Fuoco, garantendosi la neutralità del potente vicino.
Concluso il suo mandato, impiegò tutti i suoi beni per pagare un debito contratto colla sua garanzia personale e visse semplicemente a Valparaíso, lavorando per le Ferrovie e rifiutando i seggi offertigli in Senato e nel Consiglio di Stato.